# Vejen hjem
 Denne artikel omhandler den danske film fra 2024. Opslagsordet har også en anden betydning, se Vejen hjem (dokumentarfilm fra 1998).
Vejen hjem er en dansk spændingsfilm fra 2024. Den er instrueret af Charlotte Sieling og har Nikolaj Lie Kaas i hovedrollen som Christian, hvis søn, Adam, har meldt sig frivilligt til Islamisk Stat, hvorefter Christian tager til Syrien for at finde ham og bringe ham tilbage til Danmark.
Filmen vandt Bodilprisen for bedste danske film i 2025, og Nagieb Khaja, Jesper Fink og Charlotte Sieling modtog samtidig Bodilprisen for bedste manuskript.

## Medvirkende
- Nikolaj Lie Kaas som Christian
- Albert Rudbeck Lindhardt som hans søn Adam
- Besir Zeciri som Abu Amin
- Arian Kashef som Abu Hassan
- Harki Bhambra som Bilal
- Tom Austen som Abu Talha